# Завадська Валентина Володимирівна
Валентина Володимирівна Завадська (нар. 16 липня 1950, селище Понінка, тепер Полонського району Хмельницької області) — українська радянська діячка, сортувальниця Понінківської картонно-паперової фабрики Полонського району Хмельницької області. Депутат Верховної Ради УРСР 9—10-го скликань.

## Біографія
Народилася в родині робітників Понінківської картонно-паперової фабрики Володимира Антоновича та Павлини Романівної Бондарук. Освіта середня.
З листопада 1968 року — сортувальниця сортувального відділення цеху паперо-білових виробів Понінківської картонно-паперової фабрики (комбінату) Полонського району Хмельницької області. Ударник комуністичної праці.
Потім — на пенсії в смт. Понінка Полонського району Хмельницької області.

## Нагороди
- ордени
- медалі